# جلان آتلي لارسن
جلان آتلي لارسن (بالنرويجية البوكمول: Glenn Atle Larsen)‏ هو لاعب كرة قدم نرويجي، ولد في 24 أغسطس 1982 في Stord ‏ في النرويج. لعب مع باتريك أتلتيك ونادي دندي ونادي شايد ونادي فلورا ونادي فوليرينغا ونادي هاوغسوند.